# 道の駅なるさわ

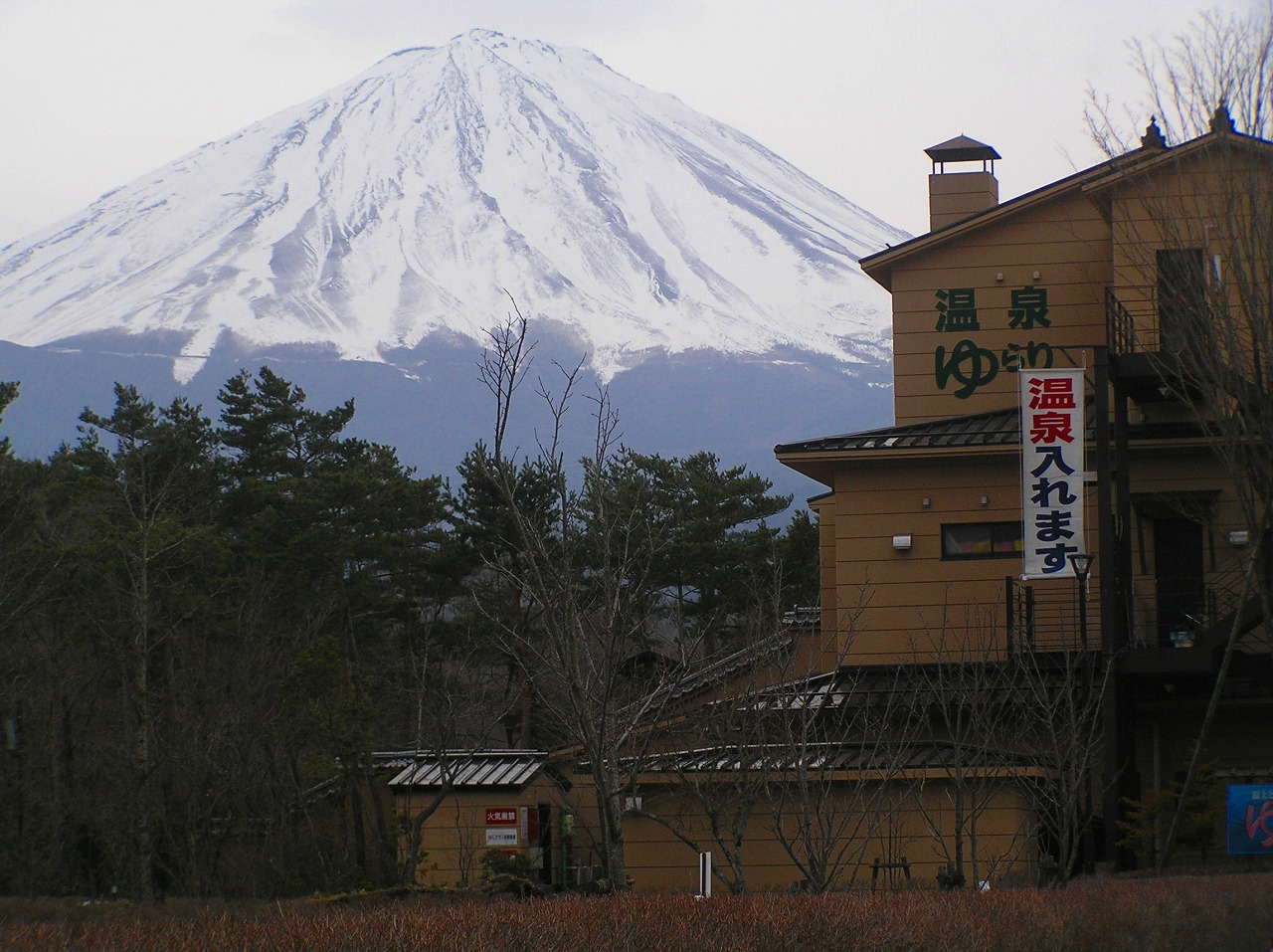
富士眺望の湯ゆらり

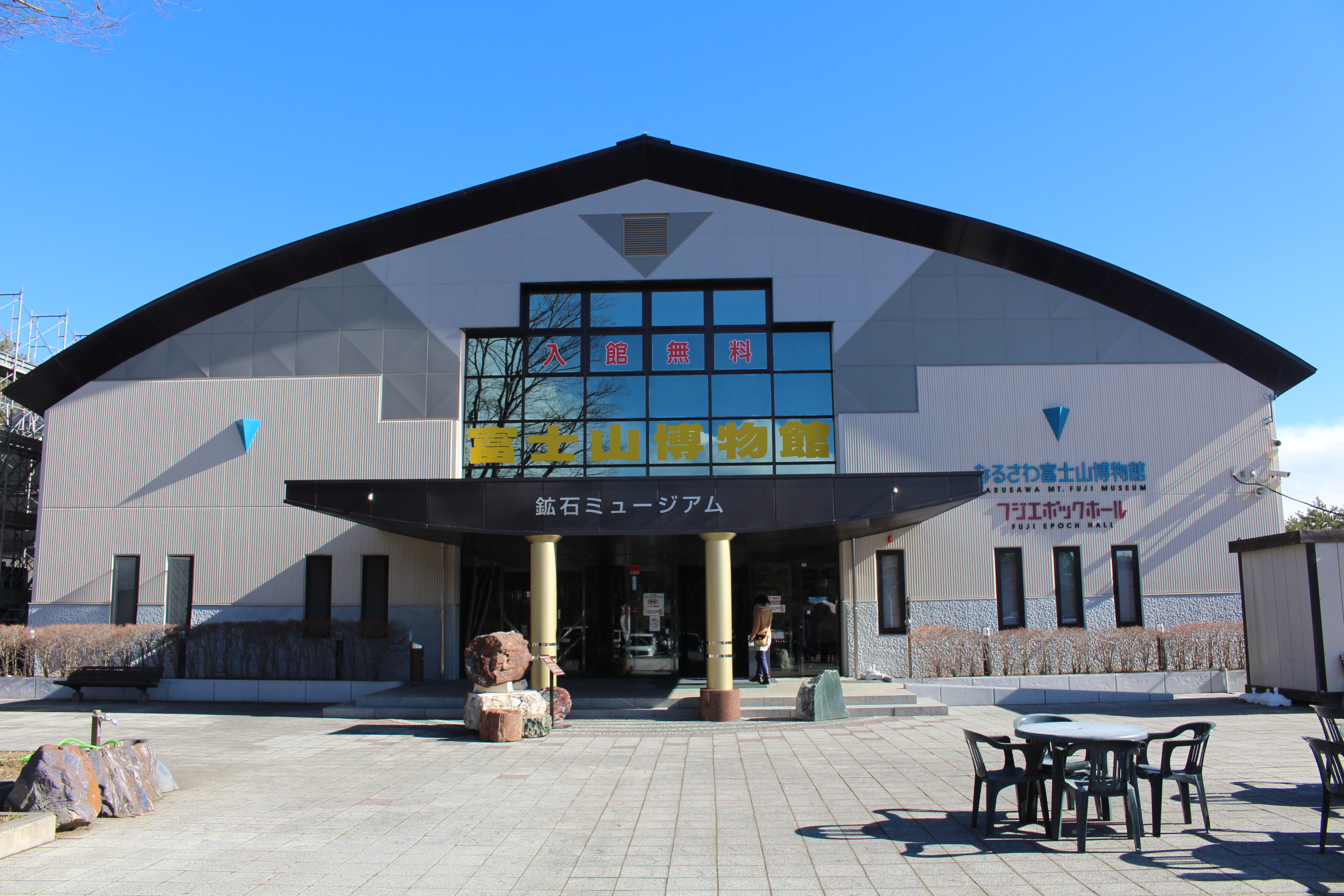
なるさわ富士山博物館 鉱石ミュージアム

道の駅なるさわ（みちのえき なるさわ）は、山梨県南都留郡鳴沢村にある国道139号の道の駅である。南側に富士山を望むことができる。

## 施設
- 駐車場（入口にオートキャンプを禁止する旨の看板が出ている）
  - 普通車：156台
  - 大型車：23台
  - 身障者用：4台
- トイレ
  - 男：大 5器（4器）、小 11器（6器）
  - 女：11器（8器）
  - 身障者用：2器（2器）

※（）内は、24時間利用可能
- インフォメーションカウンター
- 物産館
- 公衆電話
- 休憩室
- 不尽の名水コーナー（富士山の湧き水）
- 日帰り入浴施設（村民のみ、外来客は隣にある「富士眺望の湯ゆらり」を利用)
- 電気自動車急速充電器：1台
- なるさわ富士山博物館　鉱石ミュージアム
- 展望台 - 富士山と青木が原樹海を望むことができる。

## 道路
- 国道139号
- 国道300号（国道139号に重複）

## 周辺
- 山梨県道71号富士宮鳴沢線
- 鳴沢熔岩樹型
- 鳴沢村役場
- なるさわ活き活き広場
- 鳴沢氷穴
- 西湖